# Volta a Portugal de 1982
A 44ª edição da Volta a Portugal em Bicicleta ("Volta 82") decorreu entre os dias 7 e 20 de Agosto de 1982. Composta por um prólogo e 15 etapas, num total de 1.595 km.

## Equipas
Participaram 75 corredores de 11 equipas:
- FC Porto-UBP
  - António Alves
  - Belmiro Silva
  - Carlos Santos
  - Eduardo Correia
  - José Amaro
  - Manuel Cunha
  - Manuel Zeferino
  - Marco Chagas
- Ovarense-Cortal
  - Adriano Pedro
  - Fernando Carvalho
  - Fernando Pereira
  - Herculano Silva
  - Joaquim Andrade
  - Luís Gregório
  - Tito Timóteo
- Coelima
  - António Dias
  - António Pinto
  - Gaspar Gonçalves
  - Isidro Miranda
  - José Pereira
  - José Camilo
  - Luís Teixeira
  - Norberto Medeiros
- Vigaminho
  - Américo Cardoso
  - Armindo Terebentino
  - Belmiro Ribeiro
  - Bernardo Sousa
  - Diamantino Vaz
  - José Martins
  - Manuel Martins
- Coimbrões-Fagor
  - Alfredo Gouveia
  - Aníbal Silva
  - António Castro
  - José Poeira
  - José Silva
  - Manuel Alves
  - Raúl Fachadas
  - Raúl Terebentino
- Tavira-Sylber
  - António Coelho
  - Carlos Marques
  - Carlos Ferreira
  - Elias Campos
  - Jacinto Paulinho
  - José Marques
  - Manuel Gonçalves
- Rodovil-Isuzu
  - António Fernandes
  - José Sousa Santos
  - Manuel Gomes
  - Manuel A. Gomes
  - Manuel Neves
  - Venceslau Fernandes
- Bombarralense-Agriful
  - Adelino Teixeira
  - Fernando Fernandes
  - João Santos
  - José Xavier
  - Luís Domingos
  - Luís Vargues
  - Rui Henriques
- Rio Tinto
  - Fernando Maia
  - José Maia
  - José Monteiro
  - José Pereira
  - Manuel Silva
- Luso-Canadian Velo
  - António Gonçalves
  - Ed Smolinski
  - Júlio Gonçalves
  - Sílvio Serrenho
  - Rui Avelar
  - Rui Martins
- Lousa-Trinaranjus
  - Alexandre Ruas
  - Abel Coelho
  - José Henrique
  - Benedito Ferreira
  - Benjamim Carvalho
  - Firmino Bernardino

## Etapas
| Nº        | Dia          | Etapa                                         | km       | Vencedor da etapa                        | Camisola amarela                  |
| --------- | ------------ | --------------------------------------------- | -------- | ---------------------------------------- | --------------------------------- |
| Prólogo   | 8 de Agosto  | Campo Grande - Campo Grande (C/R por equipas) | 5,6      | FC Porto-UBP                             | José Amaro (FC Porto-UBP)         |
| 1ª etapa  | 9 de Agosto  | Lisboa - Loures                               | 117      | António Fernandes (Rodovil-Isuzu)        | António Fernandes (Rodovil-Isuzu) |
| 2ª etapa  | 10 de Agosto | Loures - Seixal                               | 108      | Marco Chagas (FC Porto-UBP)1             | António Fernandes (Rodovil-Isuzu) |
| 3ª etapa  | 11 de Agosto | Seixal - Aljustrel                            | 167      | Manuel Augusto Gomes (Rodovil-Isuzu)     | António Fernandes (Rodovil-Isuzu) |
| 4ª etapa  | 11 de Agosto | Aljustrel - Faro                              | 120      | Alexandre Ruas (Lousa-Trinaranjus)       | António Fernandes (Rodovil-Isuzu) |
| 5ª etapa  | 12 de Agosto | Monte Gordo - Moura                           | 158      | José Pereira (Coelima)                   | António Fernandes (Rodovil-Isuzu) |
| 6ª etapa  | 13 de Agosto | Moura - Castelo de Vide                       | 188      | Benjamim Carvalho (Lousa-Trinaranjus)    | António Fernandes (Rodovil-Isuzu) |
| 7ª etapa  | 14 de Agosto | Castelo de Vide - Termas de Monfortinho       | 158      | Carlos Marques (Tavira-Sylber)           | António Fernandes (Rodovil-Isuzu) |
|           | 15 de Agosto | Descanso                                      | Descanso | Descanso                                 | António Fernandes (Rodovil-Isuzu) |
| 8ª etapa  | 16 de Agosto | Termas de Monfortinho - Covilhã               | 90       | Manuel Neves (Rodovil-Isuzu)             | António Fernandes (Rodovil-Isuzu) |
| 9ª etapa  | 16 de Agosto | Covilhã - Penhas da Saúde (C/R individual)    | 10       | Adelino Teixeira (Bombarralense-Agriful) | Marco Chagas (FC Porto-UBP)       |
| 10ª etapa | 17 de Agosto | Covilhã - Oliveira do Hospital                | 112      | Carlos Ferreira (Tavira-Sylber)          | Marco Chagas (FC Porto-UBP)       |
| 11ª etapa | 18 de Agosto | Oliveira do Hospital - Oliveira do Bairro     | 104      | Fernando Carvalho (Ovarense-Cortal)      | Marco Chagas (FC Porto-UBP)       |
| 12ª etapa | 18 de Agosto | Oliveira do Bairro - Curia (C/R individual)   | 35       | Marco Chagas (FC Porto-UBP)              | Marco Chagas (FC Porto-UBP)       |
| 13ª etapa | 19 de Agosto | Anadia - Ovar                                 | 84       | Alexandre Ruas (Lousa-Trinaranjus)       | Marco Chagas (FC Porto-UBP)       |
| 14ª etapa | 20 de Agosto | Ovar - Póvoa de Varzim                        | 92       | Armindo Terebentino (Vigaminho)          | Marco Chagas (FC Porto-UBP)       |
| 15ª etapa | 20 de Agosto | Póvoa de Varzim - Matosinhos                  | 63       | Alexandre Ruas (Lousa-Trinaranjus)       | Marco Chagas (FC Porto-UBP)       |

1- Alexandre Ruas (Lousa-Trinaranjus) cortou a meta em primeiro lugar, mas os juízes da prova atribuem a vitória a Marco Chagas.

## Classificações Finais

### Geral individual
| Lugar | Nome               | Nacionalidade | Equipa                | Tempo       |
| ----- | ------------------ | ------------- | --------------------- | ----------- |
| 01º   | Marco Chagas       | Portugal      | FC Porto-UBP          | 43h 51' 12" |
| 02º   | Adelino Teixeira   | Portugal      | Bombarralense-Agriful | + 1' 16"    |
| 03º   | Manuel Zeferino    | Portugal      | FC Porto-UBP          | + 2' 31"    |
| 04º   | Alfredo Gouveia    | Portugal      | Coimbrões-Fagor       | + 2' 41"    |
| 05º   | Alexandre Ruas     | Portugal      | Lousa-Trinaranjus     | + 3' 58"    |
| 06º   | Belmiro Silva      | Portugal      | FC Porto-UBP          | + 4' 39"    |
| 07º   | Benedito Ferreira  | Portugal      | Lousa-Trinaranjus     | + 4' 40"    |
| 08º   | José Xavier        | Portugal      | Bombarralense-Agriful | + 5' 15"    |
| 09º   | Fernando Fernandes | Portugal      | Bombarralense-Agriful | + 5' 21"    |
| 10º   | José Sousa Santos  | Portugal      | Rodovil-Isuzu         | + 5' 32"    |

### Geral por equipas
| Lugar | Equipa                | Tempo        |
| ----- | --------------------- | ------------ |
| 1º    | Bombarralense-Agriful | 132h 01' 04" |
| 2º    | FC Porto-UBP          | + 2' 12"     |
| 3º    | Rodovil-Isuzu         | + 12' 01"    |

### Geral por Pontos
| Lugar | Nome           | Equipa            | Pontos |
| ----- | -------------- | ----------------- | ------ |
| 1º    | Alexandre Ruas | Lousa-Trinaranjus |        |
| 2º    |                |                   |        |
| 3º    |                |                   |        |

### Geral da Montanha
| Lugar | Nome              | Equipa        | Pontos |
| ----- | ----------------- | ------------- | ------ |
| 1º    | António Fernandes | Rodovil-Isuzu |        |
| 2º    |                   |               |        |
| 3º    |                   |               |        |

### Outras classificações
Metas Volantes: Carlos Santos (FC Porto-UBP)
Combinado: Marco Chagas (FC Porto-UBP)
Juventude: Manuel Zeferino (FC Porto-UBP)

## Ciclistas
Partiram: 74; Desistiram: 21; Terminaram: 53.
Media: 37,002 km/h.